# Mario Rossi (terrorista)
Mario Rossi (Genova, 19 agosto 1942) è un ex terrorista italiano, già capo dell'organizzazione terroristica Gruppo XXII Ottobre.

## Biografia
Nasce a Genova in piazza Grillo Cattaneo da Luigi Rossi, ferroviere comunista perseguitato politico, e Marina Filippi, entrambi di origini emiliane.
Dopo un'infanzia passata con le sorelle Anna e Angela e fino all'età di sette anni nella casa rifugio di via G. Moresco, successivamente entra a far parte dei giovani pionieri. Nel 1950 la famiglia ottiene l'assegnazione di una casa popolare. Frequenta la locale sezione del PCI "Rino Mandoli", dove entra nella FGCI e successivamente nel partito. Organizza, insieme a Rinaldo Fiorani, un giornalino del quartiere ed è animatore di molte iniziative culturali, allestendo col contributo dei giovani dei quartieri della valle una raccolta entomologica che viene visitata dall'allora sindaco di Genova Gelasio Adamoli. Organizza la distribuzione e diffusione della stampa di partito. Conosce Cesare Majno, Giuseppe Piccardo, Aldo De Scisciolo.
Alla morte del padre interrompe gli studi ed è assunto in un'officina, Ferfrigor Porto, ma inizia anche la sua assidua frequentazione presso il Museo di storia naturale di Genova, dove si specializzerà in tassidermia. Nel 1960 partecipa agli scontri di piazza contro i fascisti e la celere del governo Tambroni. Nel 1962 è assunto presso il Museo di Storia Naturale di Milano, diretto da Edgardo Moltoni. I rapporti con il direttore, di orientamento monarchico, si fanno subito molto tesi e dopo due anni Rossi è costretto a lasciare il lavoro. Sempre a Milano apre un laboratorio di tassidermia. Mantiene i contatti con Fiorani e porta avanti progetti di denuncia contro gli USA per la guerra in Vietnam. Si sposa nel 1965.
Il colpo di Stato in Grecia 1967 lo spinge a prendere contatti con esuli greci, per una possibile resistenza armata, ma ne è profondamente deluso. Il '68-'69 lo vede impegnato come operaio magazziniere e sindacalista CGIL. Organizza con gli studenti di Ivrea mobilitazioni contro la repressione degli scioperi. Dopo gli scioperi alla fabbrica Chatillon e all'Olivetti parte per Genova. Era il 22 ottobre 1969.
Nel 1969 è tra i quattro fondatori del Gruppo XXII Ottobre organizzazione terroristica di cui diventa leader. Il 5 ottobre 1970, insieme ad altri componenti del gruppo terroristico, sequestra Sergio Gadolla. Il 26 marzo 1971 fu uno dei due esecutori dell'omicidio di Alessandro Floris, per cui venne condannato all'ergastolo.
Nel 2007 nella casa di Rossi fu arrestato Antonio Lago Iglesias,  appartenente al gruppo terroristico spagnolo Grapo (Grupos de Resistencia Antifascista Primero de Octubre)  e successivamente scarcerato dopo tre mesi.

## Periodo carcerario
Durante la carcerazione Rossi viene sottoposto a un lungo periodo di isolamento (Asinara, Ucciardone, Alghero). Ciò nonostante riesce a stabilire contatti con detenuti nei vari istituti penitenziari. Nascono, in questo modo, le prime organizzazioni di protesta dei detenuti politici e comuni: rivolte nelle carceri di Marassi a Genova, Le Nuove a Torino, Asinara, Badu 'e Carros a Nuoro. Le dure condizioni di vita detentiva favoriscono la diffusione di un fronte comune di protesta e di richiesta di riforme del sistema carcerario. Questi anni di rivendicazioni e di rivolte portano a episodi di repressione dei detenuti fino all'istituzione delle carceri speciali nel 1977, ma anche alla riforma dell'ordinamento penitenziario nel 1975 e alla Legge n. 663 "Legge Gozzini" nel 1986. La liberazione di Rossi viene proposta più volte dalla lotta armata in Italia, nel 1974 durante il sequestro Sossi e nel 1978 durante il sequestro Moro. Rossi trascorre quasi tutta la detenzione nelle carceri speciali. Negli ultimi anni si dedica alla scultura ed alla tassidermia, sue antiche passioni. Esce definitivamente dal carcere speciale di Novara nel 2002, dopo 31 anni.